# Jaapiella catariae
Jaapiella catariae är en tvåvingeart som beskrevs av Rubsaamen 1916. Jaapiella catariae ingår i släktet Jaapiella och familjen gallmyggor.
Artens utbredningsområde är Tyskland. Inga underarter finns listade i Catalogue of Life.